# Arctic Race of Norway 2015
La 3e édition de l'Arctic Race of Norway a eu lieu du 13 au 16 août 2015. La course fait partie du calendrier UCI Europe Tour 2015 en catégorie 2.HC.
L'épreuve a été remportée par l'Estonien Rein Taaramäe (Astana) qui s'impose de huit secondes devant le Suisse Silvan Dillier (BMC Racing), vainqueur de la quatrième étape, et de 31 secondes devant le Russe Ilnur Zakarin (Katusha).
Le Norvégien Alexander Kristoff (Katusha), lauréat de la première étape, gagne le classement par points tandis que son compatriote August Jensen (Coop-Øster Hus) s'adjuge celui de la montagne. Dillier finit meilleure jeune et sa formation américaine BMC Racing remporte le classement par équipes.

## Présentation

### Équipes
Classée en catégorie 2.HC de l'UCI Europe Tour, l'Arctic Race of Norway est par conséquent ouverte aux WorldTeams dans la limite de 70 % des équipes participantes, aux équipes continentales professionnelles, aux équipes continentales norvégiennes et à une équipe nationale norvégienne.
Vingt-deux équipes participent à cette Arctic Race of Norway - sept WorldTeams, neuf équipes continentales professionnelles et six équipes continentales :
| UCI WorldTeams  | UCI WorldTeams | UCI WorldTeams |
| Nom de l'équipe | Pays           | Code           |
| --------------- | -------------- | -------------- |
| Astana          | Kazakhstan     | AST            |
| BMC Racing      | États-Unis     | BMC            |
| Giant-Alpecin   | Allemagne      | TGA            |
| IAM             | Suisse         | IAM            |
| Katusha         | Russie         | KAT            |
| Lampre-Merida   | Italie         | LAM            |
| Tinkoff-Saxo    | Russie         | TCS            |

| Équipes continentales professionnelles | Équipes continentales professionnelles | Équipes continentales professionnelles |
| Nom de l'équipe                        | Pays                                   | Code                                   |
| -------------------------------------- | -------------------------------------- | -------------------------------------- |
| Bora-Argon 18                          | Allemagne                              | BOA                                    |
| Bretagne-Séché Environnement           | France                                 | BSE                                    |
| Cofidis                                | France                                 | COF                                    |
| Cult Energy                            | Danemark                               | CLT                                    |
| Europcar                               | France                                 | EUC                                    |
| MTN-Qhubeka                            | Afrique du Sud                         | MTN                                    |
| Novo Nordisk                           | États-Unis                             | TNN                                    |
| Topsport Vlaanderen-Baloise            | Belgique                               | TSV                                    |
| UnitedHealthcare                       | États-Unis                             | UHC                                    |

| Équipes continentales | Équipes continentales | Équipes continentales |
| Nom de l'équipe       | Pays                  | Code                  |
| --------------------- | --------------------- | --------------------- |
| Coop-Øster Hus        | Norvège               | COH                   |
| FixIT.no              | Norvège               | FIX                   |
| Frøy Bianchi          | Norvège               | FRB                   |
| Joker                 | Norvège               | TJO                   |
| Ringeriks-Kraft       | Norvège               | KRA                   |
| Sparebanken Sør       | Norvège               | TSS                   |

### Primes
Les vingt prix sont attribués suivant le barème de l'UCI,. Le total général des prix distribués est de 30 278 €.
| Position           | 1er     | 2e      | 3e      | 4e    | 5e    | 6e    | 7e    | 8e    | 9e    | 10e à 20e |
| Classement général | 6 040 € | 3 040 € | 1 510 € | 757 € | 606 € | 455 € | 455 € | 302 € | 302 € | 152 €     |
| Par étape          | 3 615 € | 1 805 € | 905 €   | 455 € | 365 € | 269 € | 269 € | 180 € | 180 € | 92 €      |
| Par demi-étape     | 2 425 € | 1 235 € | 605 €   | 302 € | 241 € | 186 € | 186 € | 122 € | 122 € | 60 €      |

## Étapes
| Étape     | Date    | Villes étapes         |                 | Distance (km) | Vainqueur d’étape  | Leader du classement général |
| --------- | ------- | --------------------- | --------------- | ------------- | ------------------ | ---------------------------- |
| 1re étape | 13 août | Harstad - Harstad     | Étape de plaine | 213,5         | Alexander Kristoff | Alexander Kristoff           |
| 2e étape  | 14 août | Evenskjer - Setermoen | Étape vallonnée | 162,5         | Sam Bennett        | Alexander Kristoff           |
| 3e étape  | 15 août | Finnsnes - Målselv    | Étape vallonnée | 183           | Ben Hermans        | Ben Hermans                  |
| 4e étape  | 16 août | Narvik - Narvik       | Étape de plaine | 165           | Silvan Dillier     | Rein Taaramäe                |

## Déroulement de la course

### 1reétape
| Classement de l'étape | Classement de l'étape | Classement de l'étape | Classement de l'étape       | Classement de l'étape |
|                       | Coureur               | Pays                  | Équipe                      | Temps                 |
| --------------------- | --------------------- | --------------------- | --------------------------- | --------------------- |
| 1er                   | Alexander Kristoff    | Norvège               | Katusha                     | en 4 h 58 min 36 s    |
| 2e                    | Edvald Boasson Hagen  | Norvège               | MTN-Qhubeka                 | m.t                   |
| 3e                    | Sam Bennett           | Irlande               | Bora-Argon 18               | m.t                   |
| 4e                    | Niccolò Bonifazio     | Italie                | Lampre-Merida               | m.t                   |
| 5e                    | Michael Van Staeyen   | Belgique              | Cofidis                     | m.t                   |
| 6e                    | Rasmus Guldhammer     | Danemark              | Cult Energy                 | m.t                   |
| 7e                    | Amaury Capiot         | Belgique              | Topsport Vlaanderen-Baloise | m.t                   |
| 8e                    | Martin Elmiger        | Suisse                | IAM                         | m.t                   |
| 9e                    | Anthony Turgis        | France                | Cofidis                     | m.t                   |
| 10e                   | Sondre Holst Enger    | Norvège               | IAM                         | m.t                   |
| modifier              |                       |                       |                             |                       |

| Classement général | Classement général   | Classement général | Classement général          | Classement général |
|                    | Coureur              | Pays               | Équipe                      | Temps              |
| ------------------ | -------------------- | ------------------ | --------------------------- | ------------------ |
| 1er                | Alexander Kristoff   | Norvège            | Katusha                     | en 4 h 58 min 26 s |
| 2e                 | Edvald Boasson Hagen | Norvège            | MTN-Qhubeka                 | + 4 s              |
| 3e                 | Sam Bennett          | Irlande            | Bora-Argon 18               | + 6 s              |
| 4e                 | Niccolò Bonifazio    | Italie             | Lampre-Merida               | + 10 s             |
| 5e                 | Michael Van Staeyen  | Belgique           | Cofidis                     | + 10 s             |
| 6e                 | Rasmus Guldhammer    | Danemark           | Cult Energy                 | + 10 s             |
| 7e                 | Amaury Capiot        | Belgique           | Topsport Vlaanderen-Baloise | + 10 s             |
| 8e                 | Martin Elmiger       | Suisse             | IAM                         | + 10 s             |
| 9e                 | Anthony Turgis       | France             | Cofidis                     | + 10 s             |
| 10e                | Sondre Holst Enger   | Norvège            | IAM                         | + 10 s             |
| modifier           |                      |                    |                             |                    |

### 2eétape
| Classement de l'étape | Classement de l'étape | Classement de l'étape | Classement de l'étape        | Classement de l'étape |
|                       | Coureur               | Pays                  | Équipe                       | Temps                 |
| --------------------- | --------------------- | --------------------- | ---------------------------- | --------------------- |
| 1er                   | Sam Bennett           | Irlande               | Bora-Argon 18                | en 3 h 41 min 5 s     |
| 2e                    | Federico Zurlo        | Italie                | Unitedhealthcare             | m.t                   |
| 3e                    | Alexander Kristoff    | Norvège               | Katusha                      | m.t                   |
| 4e                    | Michal Kolář          | Slovaquie             | Tinkoff-Saxo                 | m.t                   |
| 5e                    | Daniel McLay          | Royaume-Uni           | Bretagne-Séché Environnement | m.t                   |
| 6e                    | Floris Gerts          | Pays-Bas              | BMC Racing                   | m.t                   |
| 7e                    | Arman Kamyshev        | Kazakhstan            | Astana                       | m.t                   |
| 8e                    | Michael Van Staeyen   | Belgique              | Cofidis                      | m.t                   |
| 9e                    | Sondre Holst Enger    | Norvège               | IAM                          | m.t                   |
| 10e                   | Oscar Landa           | Norvège               | Coop-Øster Hus               | m.t                   |
| modifier              |                       |                       |                              |                       |

| Classement général | Classement général   | Classement général | Classement général          | Classement général |
|                    | Coureur              | Pays               | Équipe                      | Temps              |
| ------------------ | -------------------- | ------------------ | --------------------------- | ------------------ |
| 1er                | Alexander Kristoff   | Norvège            | Katusha                     | en 8 h 39 min 26 s |
| 2e                 | Sam Bennett          | Irlande            | Bora-Argon 18               | + 1 s              |
| 3e                 | Edvald Boasson Hagen | Norvège            | MTN-Qhubeka                 | + 6 s              |
| 4e                 | Amaury Capiot        | Belgique           | Topsport Vlaanderen-Baloise | + 13 s             |
| 5e                 | Michael Van Staeyen  | Belgique           | Cofidis                     | + 15 s             |
| 6e                 | Niccolò Bonifazio    | Italie             | Lampre-Merida               | + 15 s             |
| 7e                 | Sondre Holst Enger   | Norvège            | IAM                         | + 15 s             |
| 8e                 | Floris Gerts         | Pays-Bas           | BMC Racing                  | + 15 s             |
| 9e                 | Anthony Turgis       | France             | Cofidis                     | + 15 s             |
| 10e                | Jarl Salomein        | Belgique           | Topsport Vlaanderen-Baloise | + 15 s             |
| modifier           |                      |                    |                             |                    |

### 3eétape
| Classement de l'étape | Classement de l'étape | Classement de l'étape | Classement de l'étape | Classement de l'étape |
|                       | Coureur               | Pays                  | Équipe                | Temps                 |
| --------------------- | --------------------- | --------------------- | --------------------- | --------------------- |
| 1er                   | Ben Hermans           | Belgique              | BMC Racing            | en 4 h 27 min 10 s    |
| 2e                    | Rein Taaramäe         | Estonie               | Astana                | + 0 s                 |
| 3e                    | Mathias Frank         | Suisse                | IAM                   | + 3 s                 |
| 4e                    | Silvan Dillier        | Suisse                | BMC Racing            | + 10 s                |
| 5e                    | Dylan Teuns           | Belgique              | BMC Racing            | + 14 s                |
| 6e                    | Ilnur Zakarin         | Russie                | Katusha               | + 17 s                |
| 7e                    | Louis Meintjes        | Afrique du Sud        | MTN-Qhubeka           | + 20 s                |
| 8e                    | Edvald Boasson Hagen  | Norvège               | MTN-Qhubeka           | + 23 s                |
| 9e                    | Marcel Wyss           | Suisse                | IAM                   | + 23 s                |
| 10e                   | Odd Christian Eiking  | Norvège               | Joker                 | + 23 s                |
| modifier              |                       |                       |                       |                       |

| Classement général | Classement général   | Classement général | Classement général | Classement général |
|                    | Coureur              | Pays               | Équipe             | Temps              |
| ------------------ | -------------------- | ------------------ | ------------------ | ------------------ |
| 1er                | Ben Hermans          | Belgique           | BMC Racing         | en 13 h 6 min 41 s |
| 2e                 | Rein Taaramäe        | Estonie            | Astana             | + 7 s              |
| 3e                 | Edvald Boasson Hagen | Norvège            | MTN-Qhubeka        | + 24 s             |
| 4e                 | Silvan Dillier       | Suisse             | BMC Racing         | + 24 s             |
| 5e                 | Mathias Frank        | Suisse             | IAM                | + 25 s             |
| 6e                 | Dylan Teuns          | Belgique           | BMC Racing         | + 27 s             |
| 7e                 | Odd Christian Eiking | Norvège            | Joker              | + 38 s             |
| 8e                 | Rasmus Guldhammer    | Danemark           | Cult Energy        | + 40 s             |
| 9e                 | Ilnur Zakarin        | Russie             | Katusha            | + 41 s             |
| 10e                | Marcel Wyss          | Suisse             | IAM                | + 42 s             |
| modifier           |                      |                    |                    |                    |

### 4eétape
| Classement de l'étape | Classement de l'étape | Classement de l'étape | Classement de l'étape | Classement de l'étape |
|                       | Coureur               | Pays                  | Équipe                | Temps                 |
| --------------------- | --------------------- | --------------------- | --------------------- | --------------------- |
| 1er                   | Silvan Dillier        | Suisse                | BMC Racing            | en 3 h 35 min 18 s    |
| 2e                    | Ilnur Zakarin         | Russie                | Katusha               | + 0 s                 |
| 3e                    | Rein Taaramäe         | Estonie               | Astana                | + 2 s                 |
| 4e                    | Sven Erik Bystrøm     | Norvège               | Katusha               | + 40 s                |
| 5e                    | Rasmus Guldhammer     | Danemark              | Cult Energy           | + 42 s                |
| 6e                    | Antwan Tolhoek        | Pays-Bas              | Tinkoff-Saxo          | + 42 s                |
| 7e                    | Odd Christian Eiking  | Norvège               | Joker                 | + 42 s                |
| 8e                    | Anthony Turgis        | France                | Cofidis               | + 42 s                |
| 9e                    | Mathias Frank         | Suisse                | IAM                   | + 42 s                |
| 10e                   | Edvald Boasson Hagen  | Norvège               | MTN-Qhubeka           | + 42 s                |
| modifier              |                       |                       |                       |                       |

## Classements finals

### Classement général final
| Classement général final | Classement général final | Classement général final | Classement général final | Classement général final |
|                          | Coureur                  | Pays                     | Équipe                   | Temps                    |
| ------------------------ | ------------------------ | ------------------------ | ------------------------ | ------------------------ |
| 1er                      | Rein Taaramäe            | Estonie                  | Astana                   | en 16 h 42 min 2 s       |
| 2e                       | Silvan Dillier           | Suisse                   | BMC Racing               | + 8 s                    |
| 3e                       | Ilnur Zakarin            | Russie                   | Katusha                  | + 31 s                   |
| 4e                       | Edvald Boasson Hagen     | Norvège                  | MTN-Qhubeka              | + 1 min 2 s              |
| 5e                       | Mathias Frank            | Suisse                   | IAM                      | + 1 min 4 s              |
| 6e                       | Odd Christian Eiking     | Norvège                  | Joker                    | + 1 min 17 s             |
| 7e                       | Rasmus Guldhammer        | Danemark                 | Cult Energy              | + 1 min 19 s             |
| 8e                       | Anthony Turgis           | France                   | Cofidis                  | + 1 min 31 s             |
| 9e                       | Ben Hermans              | Belgique                 | BMC Racing               | + 1 min 33 s             |
| 10e                      | Marcel Wyss              | Suisse                   | IAM                      | + 1 min 33 s             |
| modifier                 |                          |                          |                          |                          |

### Classements annexes
| Classement par points | Classement par points | Classement par points | Classement par points | Classement par points |
| --------------------- | --------------------- | --------------------- | --------------------- | --------------------- |
|                       | Coureur               | Pays                  | Équipe                | Point(s)              |
| 1er                   | Alexander Kristoff    | Norvège               | Katusha               | 28 points             |
| 2e                    | Sam Bennett           | Irlande               | Bora-Argon 18         | 27 pts                |
| 3e                    | Silvan Dillier        | Suisse                | BMC Racing            | 25 pts                |
| modifier              |                       |                       |                       |                       |

| Classement de la montagne | Classement de la montagne | Classement de la montagne | Classement de la montagne | Classement de la montagne |
| ------------------------- | ------------------------- | ------------------------- | ------------------------- | ------------------------- |
|                           | Coureur                   | Pays                      | Équipe                    | Point(s)                  |
| 1er                       | August Jensen             | Norvège                   | Coop-Øster Hus            | 12 points                 |
| 2e                        | Håvard Blikra             | Norvège                   | Coop-Øster Hus            | 12 pts                    |
| 3e                        | Krister Hagen             | Norvège                   | Coop-Øster Hus            | 8 pts                     |
| modifier                  |                           |                           |                           |                           |

| Classement du meilleur jeune | Classement du meilleur jeune | Classement du meilleur jeune | Classement du meilleur jeune | Classement du meilleur jeune |
|                              | Coureur                      | Pays                         | Équipe                       | Temps                        |
| ---------------------------- | ---------------------------- | ---------------------------- | ---------------------------- | ---------------------------- |
| 1er                          | Silvan Dillier               | Suisse                       | BMC Racing                   | en 16 h 42 min 10 s          |
| 2e                           | Odd Christian Eiking         | Norvège                      | Joker                        | + 1 min 9 s                  |
| 3e                           | Anthony Turgis               | France                       | Cofidis                      | + 1 min 23 s                 |
| modifier                     |                              |                              |                              |                              |

| Classement par équipes | Classement par équipes | Classement par équipes | Classement par équipes |
|                        | Équipe                 | Pays                   | Temps                  |
| ---------------------- | ---------------------- | ---------------------- | ---------------------- |
| 1re                    | BMC Racing             | États-Unis             | en 50 h 10 min 17 s    |
| 2e                     | IAM                    | Suisse                 | + 51 s                 |
| 3e                     | Astana                 | Kazakhstan             | + 1 min 22 s           |
| modifier               |                        |                        |                        |

### UCI Europe Tour
Cette Arctic Race of Norway attribue des points pour l'UCI Europe Tour 2015, par équipes seulement aux coureurs des équipes continentales professionnelles et continentales, individuellement à tous les coureurs sauf ceux faisant partie d'une équipe ayant un label WorldTeam.
| Position,          | 1er | 2e | 3e | 4e | 5e | 6e | 7e | 8e | 9e | 10e | 11e | 12e | 13e | 14e | 15e |
| Classement général | 100 | 70 | 40 | 30 | 25 | 20 | 15 | 10 | 9  | 8   | 7   | 6   | 5   | 4   | 3   |
| Par étape          | 20  | 14 | 8  | 7  | 6  | 5  | 4  | 2  |    |     |     |     |     |     |     |
| Leader, par étape  | 10  |    |    |    |    |    |    |    |    |     |     |     |     |     |     |

| Cycliste             | Équipe                       | Général | Étape | Leader | Total |
| -------------------- | ---------------------------- | ------- | ----- | ------ | ----- |
| Edvald Boasson Hagen | MTN-Qhubeka                  | 30      | 16    | -      | 46    |
| Sam Bennett          | Bora-Argon 18                | -       | 28    | -      | 28    |
| Rasmus Guldhammer    | Cult Energy                  | 15      | 11    | -      | 26    |
| Odd Christian Eiking | Joker                        | 20      | 4     | -      | 24    |
| Federico Zurlo       | Unitedhealthcare             | -       | 14    | -      | 14    |
| Anthony Turgis       | Cofidis                      | 10      | 2     | -      | 12    |
| Antwan Tolhoek       | Tinkoff-Saxo                 | 6       | 5     | -      | 11    |
| Michael Van Staeyen  | Cofidis                      | -       | 8     | -      | 8     |
| Vegard Stake Laengen | Joker                        | 7       | -     | -      | 7     |
| Daniel McLay         | Bretagne-Séché Environnement |         | 6     | -      | 6     |
| Floris Gerts         | BMC Racing                   | -       | 5     | -      | 5     |
| Markus Hoelgaard     | Coop-Øster Hus               | 5       | -     | -      | 5     |
| Amaury Capiot        | Topsport Vlaanderen-Baloise  | -       | 4     | -      | 4     |
| Louis Meintjes       | MTN-Qhubeka                  | -       | 4     | -      | 4     |

## Évolution des classements
| Étape              | Vainqueur          | Classement général | Classement par points | Classement de la montagne | Classement du meilleur jeune | Classement par équipes | Coureur le plus combatif |
| ------------------ | ------------------ | ------------------ | --------------------- | ------------------------- | ---------------------------- | ---------------------- | ------------------------ |
| 1                  | Alexander Kristoff | Alexander Kristoff | Alexander Kristoff    | Vegard Stake Laengen      | Sam Bennett                  | Cult Energy            | Marius Hafsås            |
| 2                  | Sam Bennett        | Alexander Kristoff | Alexander Kristoff    | August Jensen             | Sam Bennett                  | Cult Energy            | Jean-Marc Bideau         |
| 3                  | Ben Hermans        | Ben Hermans        | Alexander Kristoff    | Håvard Blikra             | Silvan Dillier               | BMC Racing             | Herman Dahl              |
| 4                  | Silvan Dillier     | Rein Taaramäe      | Alexander Kristoff    | August Jensen             | Silvan Dillier               | BMC Racing             | Maxime Cam               |
| Classements finals | Classements finals | Rein Taaramäe      | Alexander Kristoff    | August Jensen             | Silvan Dillier               | BMC Racing             | Non décerné              |

## Liste des participants
- Liste de départ complète

| Légende                             | Légende                                                                                                  | Légende                                | Légende                                                                                                  |
| ----------------------------------- | --- | -------------------------------------- | --- |
| Num                                 | Dossard de départ porté par le coureur sur cette Arctic Race of Norway                                   | Pos                                    | Position finale au classement général                                                                    |
| Leader du classement général        | Indique le vainqueur du classement général                                                               | Leader du classement par points        | Indique le vainqueur du classement par points                                                            |
| Leader du classement de la montagne | Indique le vainqueur du classement de la montagne                                                        | Leader du classement du meilleur jeune | Indique le vainqueur du classement du meilleur jeune                                                     |
|                                     | Indique un maillot de champion national ou mondial, suivi de sa spécialité                               | #                                      | Indique la meilleure équipe                                                                              |
| NP                                  | Indique un coureur qui n'a pas pris le départ d'une étape, suivi du numéro de l'étape où il s'est retiré | AB                                     | Indique un coureur qui n'a pas terminé une étape, suivi du numéro de l'étape où il s'est retiré          |
| HD                                  | Indique un coureur qui a terminé une étape hors des délais, suivi du numéro de l'étape                   | *                                      | Indique un coureur en lice pour le classement du meilleur jeune (coureurs nés après le 1er janvier 1990) |

| Katusha KAT                       | Katusha KAT                 | Katusha KAT |
| --------------------------------- | --------------------------- | ----------- |
| Num                               | Coureur                     | Pos         |
| 1                                 | Alexander Kristoff (NOR)    | 25e         |
| 2                                 | Sven Erik Bystrøm (NOR)*    | 15e         |
| 3                                 | Marco Haller (AUT)* (Route) | 65e         |
| 4                                 | Sergueï Lagoutine (RUS)     | 47e         |
| 5                                 | Ilnur Zakarin (RUS)         | 3e          |
| 6                                 |                             |             |
| Directeur sportif : Claudio Cozzi |                             |             |

| MTN-Qhubeka MTN                    | MTN-Qhubeka MTN                    | MTN-Qhubeka MTN |
| ---------------------------------- | ---------------------------------- | --------------- |
| Num                                | Coureur                            | Pos             |
| 11                                 | Edvald Boasson Hagen (NOR) (Route) | 4e              |
| 12                                 | Theo Bos (NED)                     | AB-2            |
| 13                                 | Gerald Ciolek (GER)                | 56e             |
| 14                                 | Reinardt Janse van Rensburg (RSA)  | NP-2            |
| 15                                 | Jayde Julius (RSA)*                | AB-4            |
| 16                                 | Louis Meintjes (RSA)*              | 24e             |
| Directeur sportif : Alex Sans Vega |                                    |                 |

| IAM                                 | IAM                       | IAM |
| ----------------------------------- | ------------------------- | --- |
| Num                                 | Coureur                   | Pos |
| 21                                  | Mathias Frank (SUI)       | 5e  |
| 22                                  | Stef Clement (NED)        | 29e |
| 23                                  | Martin Elmiger (SUI)      | 38e |
| 24                                  | Sondre Holst Enger (NOR)* | 57e |
| 25                                  | Pirmin Lang (SUI)         | 83e |
| 26                                  | Marcel Wyss (SUI)         | 10e |
| Directeur sportif : Kjell Carlström |                           |     |

| Bora-Argon 18 BOA                 | Bora-Argon 18 BOA          | Bora-Argon 18 BOA |
| --------------------------------- | -------------------------- | ----------------- |
| Num                               | Coureur                    | Pos               |
| 31                                | Paul Voss (GER)            | 20e               |
| 32                                | Shane Archbold (NZL)       | 90e               |
| 33                                | Sam Bennett (IRL)*         | 74e               |
| 34                                | Zakkari Dempster (AUS)     | 85e               |
| 35                                | Ralf Matzka (GER)          | 51e               |
| 36                                | Michael Schwarzmann (GER)* | 79e               |
| Directeur sportif : André Schulze |                            |                   |

| BMC Racing # BMC                  | BMC Racing # BMC          | BMC Racing # BMC |
| --------------------------------- | ------------------------- | ---------------- |
| Num                               | Coureur                   | Pos              |
| 41                                | Ben Hermans (BEL)         | 9e               |
| 42                                | Tom Bohli (SUI)*          | AB-4             |
| 43                                | Silvan Dillier (SUI)*     | 2e               |
| 44                                | Campbell Flakemore (AUS)* | AB-4             |
| 45                                | Floris Gerts (NED)*       | 37e              |
| 46                                | Dylan Teuns (BEL)*        | 14e              |
| Directeur sportif : Yvon Ledanois |                           |                  |

| Europcar EUC                        | Europcar EUC              | Europcar EUC |
| ----------------------------------- | ------------------------- | ------------ |
| Num                                 | Coureur                   | Pos          |
| 51                                  | Bryan Coquard (FRA)*      | 62e          |
| 52                                  | Thomas Boudat (FRA)*      | 88e          |
| 53                                  | Tony Hurel (FRA)          | 61e          |
| 54                                  | Perrig Quéméneur (FRA)    | AB-4         |
| 55                                  | Guillaume Thévenot (FRA)* | AB-3         |
| 56                                  | Angélo Tulik (FRA)*       | AB-4         |
| Directeur sportif : Andy Flickinger |                           |              |

| Astana AST                          | Astana AST             | Astana AST |
| ----------------------------------- | ---------------------- | ---------- |
| Num                                 | Coureur                | Pos        |
| 61                                  | Rein Taaramäe (EST)    | 1er        |
| 62                                  | Maxat Ayazbayev (KAZ)* | 96e        |
| 63                                  | Daniil Fominykh (KAZ)* | 39e        |
| 64                                  | Arman Kamyshev (KAZ)*  | 49e        |
| 65                                  | Tanel Kangert (EST)    | 17e        |
| 66                                  | Davide Malacarne (ITA) | 32e        |
| Directeur sportif : Gorazd Štangelj |                        |            |

| Bretagne-Séché Environnement BSE   | Bretagne-Séché Environnement BSE | Bretagne-Séché Environnement BSE |
| ---------------------------------- | -------------------------------- | -------------------------------- |
| Num                                | Coureur                          | Pos                              |
| 71                                 | Jean-Marc Bideau (FRA)           | 52e                              |
| 72                                 | Maxime Cam (FRA)*                | AB-4                             |
| 73                                 | Jonathan Hivert (FRA)            | 18e                              |
| 74                                 | Yauheni Hutarovich (BLR)         | 75e                              |
| 75                                 | Benoît Jarrier (FRA)             | 40e                              |
| 76                                 | Daniel McLay (GBR)*              | AB-4                             |
| Directeur sportif : Franck Renimel |                                  |                                  |

| Tinkoff-Saxo TCS               | Tinkoff-Saxo TCS      | Tinkoff-Saxo TCS |
| ------------------------------ | --------------------- | ---------------- |
| Num                            | Coureur               | Pos              |
| 81                             | Michael Mørkøv (DEN)  | 64e              |
| 82                             | Michael Gogl (AUT)*   | 30e              |
| 83                             | Michal Kolář (SVK)*   | AB-4             |
| 84                             | Juraj Sagan (SVK)     | 67e              |
| 85                             | Antwan Tolhoek (NED)* | 12e              |
| 86                             |                       |                  |
| Directeur sportif : Sean Yates |                       |                  |

| Lampre-Merida LAM                | Lampre-Merida LAM           | Lampre-Merida LAM |
| -------------------------------- | --------------------------- | ----------------- |
| Num                              | Coureur                     | Pos               |
| 91                               | Davide Cimolai (ITA)        | 77e               |
| 92                               | Niccolò Bonifazio (ITA)*    | 33e               |
| 93                               | Mário Costa (POR)           | AB-4              |
| 94                               | Tsgabu Grmay (ETH)* (Route) | 41e               |
| 95                               | Ilia Koshevoy (BLR)*        | 16e               |
| 96                               | José Serpa (COL)            | 28e               |
| Directeur sportif : Bruno Vicino |                             |                   |

| Giant-Alpecin TGA                | Giant-Alpecin TGA         | Giant-Alpecin TGA |
| -------------------------------- | ------------------------- | ----------------- |
| Num                              | Coureur                   | Pos               |
| 101                              | Thierry Hupond (FRA)      | 34e               |
| 102                              | Carter Jones (USA)        | 93e               |
| 103                              | Fredrik Ludvigsson (SWE)* | 22e               |
| 104                              | Ramon Sinkeldam (NED)     | 68e               |
| 105                              | Lars van der Haar (NED)*  | 35e               |
| 106                              | Max Walscheid (GER)*      | 66e               |
| Directeur sportif : Dirk Reuling |                           |                   |

| Topsport Vlaanderen-Baloise TSV    | Topsport Vlaanderen-Baloise TSV | Topsport Vlaanderen-Baloise TSV |
| ---------------------------------- | ------------------------------- | ------------------------------- |
| Num                                | Coureur                         | Pos                             |
| 111                                | Jarl Salomein (BEL)             | 50e                             |
| 112                                | Amaury Capiot (BEL)*            | 48e                             |
| 113                                | Tim Declercq (BEL)              | 26e                             |
| 114                                | Bert Van Lerberghe (BEL)*       | AB-4                            |
| 115                                | Otto Vergaerde (BEL)*           | AB-4                            |
| 116                                | Jens Wallays (BEL)*             | AB-4                            |
| Directeur sportif : Hans De Clercq |                                 |                                 |

| Cofidis COF                        | Cofidis COF               | Cofidis COF |
| ---------------------------------- | ------------------------- | ----------- |
| Num                                | Coureur                   | Pos         |
| 121                                | Jonas Ahlstrand (SWE)*    | AB-4        |
| 122                                | Rayane Bouhanni (FRA)*    | 71e         |
| 123                                | Gert Jõeäär (EST) (Route) | 76e         |
| 124                                | Adrien Petit (FRA)*       | AB-4        |
| 125                                | Anthony Turgis (FRA)*     | 8e          |
| 126                                | Michael Van Staeyen (BEL) | 58e         |
| Directeur sportif : Alain Deloeuil |                           |             |

| Cult Energy CLT                    | Cult Energy CLT         | Cult Energy CLT |
| ---------------------------------- | ----------------------- | --------------- |
| Num                                | Coureur                 | Pos             |
| 131                                | Linus Gerdemann (GER)   | 54e             |
| 132                                | Russell Downing (GBR)   | 72e             |
| 133                                | Rasmus Guldhammer (DEN) | 7e              |
| 134                                | Alex Kirsch (LUX)*      | 86e             |
| 135                                | Christian Mager (GER)*  | 53e             |
| 136                                | Fabian Wegmann (GER)    | 44e             |
| Directeur sportif : Michael Skelde |                         |                 |

| Sparebanken Sør TSS                | Sparebanken Sør TSS       | Sparebanken Sør TSS |
| ---------------------------------- | ------------------------- | ------------------- |
| Num                                | Coureur                   | Pos                 |
| 141                                | Andreas Vangstad (NOR)*   | 42e                 |
| 142                                | Kristian Aasvold (NOR)*   | 73e                 |
| 143                                | Herman Dahl (NOR)*        | 91e                 |
| 144                                | Andreas Erland (NOR)*     | AB-4                |
| 145                                | Carl Fredrik Hagen (NOR)* | 21e                 |
| 146                                | Fridtjof Røinås (NOR)*    | 92e                 |
| Directeur sportif : Atle Kvålsvoll |                           |                     |

| Ringeriks-Kraft KRA              | Ringeriks-Kraft KRA     | Ringeriks-Kraft KRA |
| -------------------------------- | ----------------------- | ------------------- |
| Num                              | Coureur                 | Pos                 |
| 151                              | Audun Fløtten (NOR)*    | 45e                 |
| 152                              | Ole Forfang (NOR)*      | 59e                 |
| 153                              | Njål Kleiven (NOR)*     | 23e                 |
| 154                              | Max Emil Kørner (NOR)*  | 80e                 |
| 155                              | Øivind Lukkedahl (NOR)* | 27e                 |
| 156                              | Torstein Træen (NOR)*   | 95e                 |
| Directeur sportif : Martin Uthus |                         |                     |

| UnitedHealthcare UHC                | UnitedHealthcare UHC     | UnitedHealthcare UHC |
| ----------------------------------- | ------------------------ | -------------------- |
| Num                                 | Coureur                  | Pos                  |
| 161                                 | Daniele Ratto (ITA)      | 55e                  |
| 162                                 | Alessandro Bazzana (ITA) | 43e                  |
| 163                                 | Robert Förster (GER)     | AB-4                 |
| 164                                 | Davide Frattini (ITA)    | 60e                  |
| 165                                 | Ken Hanson (USA)         | AB-4                 |
| 166                                 | Federico Zurlo (ITA)*    | 36e                  |
| Directeur sportif : Roberto Damiani |                          |                      |

| FixIT.no FIX                             | FixIT.no FIX                | FixIT.no FIX |
| ---------------------------------------- | --------------------------- | ------------ |
| Num                                      | Coureur                     | Pos          |
| 171                                      | Filip Eidsheim (NOR)*       | AB-4         |
| 172                                      | Ole André Austevoll (NOR)*  | 94e          |
| 173                                      | Adrian Gjølberg (NOR)       | 82e          |
| 174                                      | Marius Hafsås (NOR)*        | 99e          |
| 175                                      | Sindre Eid Hermansen (NOR)* | 100e         |
| 176                                      | Even Rege (NOR)*            | AB-4         |
| Directeur sportif : Frode Jarle Jacobsen |                             |              |

| Joker TJO                              | Joker TJO                    | Joker TJO |
| -------------------------------------- | ---------------------------- | --------- |
| Num                                    | Coureur                      | Pos       |
| 181                                    | Vegard Stake Laengen (NOR)   | 11e       |
| 182                                    | Reidar Borgersen (NOR)       | 70e       |
| 183                                    | Odd Christian Eiking (NOR)*  | 6e        |
| 184                                    | Amund Grøndahl Jansen (NOR)* | AB-4      |
| 185                                    | Bjørn Tore Hoem (NOR)*       | AB-4      |
| 186                                    | Edvin Wilson (SWE)           | AB-4      |
| Directeur sportif : Gino Van Oudenhove |                              |           |

| Coop-Øster Hus COH                | Coop-Øster Hus COH          | Coop-Øster Hus COH |
| --------------------------------- | --------------------------- | ------------------ |
| Num                               | Coureur                     | Pos                |
| 191                               | August Jensen (NOR)*        | 31e                |
| 192                               | Håvard Blikra (NOR)*        | 78e                |
| 193                               | Fredrik Strand Galta (NOR)* | 19e                |
| 194                               | Krister Hagen (NOR)         | 63e                |
| 195                               | Markus Hoelgaard (NOR)*     | 13e                |
| 196                               | Oscar Landa (NOR)*          | 84e                |
| Directeur sportif : Roy Hegreberg |                             |                    |

| Frøy Bianchi FRB                   | Frøy Bianchi FRB            | Frøy Bianchi FRB |
| ---------------------------------- | --------------------------- | ---------------- |
| Num                                | Coureur                     | Pos              |
| 201                                | Anders Kristoffersen (NOR)* | 69e              |
| 202                                | Oddbjørn Andersen (NOR)*    | 81e              |
| 203                                | Jon Sæverås Breivold (NOR)* | 87e              |
| 204                                | Henrik Evensen (NOR)*       | 97e              |
| 205                                | Anders Røe (NOR)*           | AB-1             |
| 206                                | Halvor Tandrevold (NOR)*    | AB-2             |
| Directeur sportif : Espen Hillmann |                             |                  |

| Novo Nordisk TNN                      | Novo Nordisk TNN           | Novo Nordisk TNN |
| ------------------------------------- | -------------------------- | ---------------- |
| Num                                   | Coureur                    | Pos              |
| 211                                   | Andrea Peron (ITA)         | 46e              |
| 212                                   | Stephen Clancy (IRL)*      | 98e              |
| 213                                   | Gerd de Keijzer (NED)*     | AB-1             |
| 214                                   | James Glasspool (AUS)*     | 101e             |
| 215                                   | Joonas Henttala (FIN)*     | AB-4             |
| 216                                   | Christopher Williams (AUS) | 89e              |
| Directeur sportif : Massimo Podenzana |                            |                  |